# Ginástica rítmica nos Jogos Olímpicos de Verão de 2016 - Individual geral
A prova individual geral da ginástica rítmica nos Jogos Olímpicos de Verão de 2016 foi realizada na Arena Olímpica do Rio, entre os dias 19 de agosto e 2  de agosto.

## Calendário
Horário local (UTC-3)
| Data         | Horário | Fase         |
| ------------ | ------- | ------------ |
| 19 de agosto | 10:20   | Qualificação |
| 20 de agosto | 15:20   | Final        |

## Medalhistas
| Ouro   | RUS Margarita Mamun   |
| Prata  | RUS Yana Kudryavtseva |
| Bronze | UKR Ganna Rizatdinova |

## Resultados
A competição consistiu em uma rodada de qualificação e uma rodada final. Os dez melhores ginastas da rodada de qualificação avançaram para a rodada final. Em cada rodada, os ginastas realizaram quatro rotinas (bola, aro, clubes, e fita), com os escores adicionados para dar um total. 

### Qualificação
| Pos. | Ginasta                      |        |        |        |        | Total  | Notas |
| ---- | ---------------------------- | ------ | ------ | ------ | ------ | ------ | ----- |
| 1    | RUS Margarita Mamun          | 18.833 | 19.000 | 17.500 | 19.050 | 74.383 | Q     |
| 2    | RUS Yana Kudryavtseva        | 18.166 | 18.616 | 19.000 | 18.216 | 73.998 | Q     |
| 3    | UKR Ganna Rizatdinova        | 18.400 | 18.566 | 18.466 | 18.500 | 73.932 | Q     |
| 4    | BLR Melitina Staniouta       | 18.400 | 17.650 | 18.350 | 18.175 | 72.575 | Q     |
| 5    | KOR Son Yeon-jae             | 17.466 | 18.266 | 18.358 | 17.866 | 71.956 | Q     |
| 6    | BUL Neviana Vladinova        | 17.666 | 17.700 | 17.800 | 17.800 | 70.966 | Q     |
| 7    | ESP Carolina Rodríguez       | 17.566 | 17.750 | 17.833 | 17.366 | 70.515 | Q     |
| 8    | AZE Marina Durunda           | 17.466 | 17.466 | 17.683 | 17.733 | 70.348 | Q     |
| 9    | BLR Katsiaryna Halkina       | 17.733 | 17.733 | 17.200 | 17.466 | 70.132 | Q     |
| 10   | FRA Kseniya Moustafaeva      | 17.600 | 17.516 | 17.500 | 17.366 | 69.982 | Q     |
| 11   | USA Laura Zeng               | 17.650 | 17.666 | 17.700 | 16.825 | 69.841 | R     |
| 12   | KAZ Sabina Ashirbayeva       | 17.183 | 17.283 | 17.400 | 17.366 | 69.232 | R     |
| 13   | ISR Neta Rivkin              | 17.041 | 17.866 | 17.533 | 16.783 | 69.223 |       |
| 14   | GEO Salome Pazhava           | 17.233 | 17.783 | 17.433 | 16.666 | 69.115 |       |
| 15   | GRE Varvara Filiou           | 17.208 | 17.333 | 17.333 | 16.750 | 68.624 |       |
| 16   | JPN Kaho Minagawa            | 16.666 | 17.341 | 17.500 | 17.016 | 68.523 |       |
| 17   | UZB Anastasiya Serdyukova    | 17.166 | 17.100 | 17.316 | 16.908 | 68.490 |       |
| 18   | GER Jana Berezko-Marggrander | 17.100 | 16.983 | 17.100 | 17.066 | 68.249 |       |
| 19   | ITA Veronica Bertolini       | 17.516 | 16.550 | 17.541 | 16.400 | 68.007 |       |
| 20   | AUT Nicol Ruprecht           | 16.833 | 16.666 | 17.166 | 17.033 | 67.698 |       |
| 21   | FIN Ekaterina Volkova        | 16.916 | 16.966 | 17.000 | 16.633 | 67.515 |       |
| 22   | ROU Ana Luiza Filiorianu     | 16.850 | 16.800 | 16.808 | 17.000 | 67.458 |       |
| 23   | BRA Natália Gaudio           | 16.566 | 16.300 | 16.450 | 16.216 | 65.532 |       |
| 24   | CHN Shang Rong               | 16.566 | 16.766 | 15.716 | 15.966 | 65.014 |       |
| 25   | AUS Danielle Prince          | 14.500 | 15.250 | 15.716 | 15.550 | 61.016 |       |
| 26   | CPV Elyane Boal              | 9.833  | 10.033 | 9.991  | 8.783  | 38.640 |       |

- Q – Qualificada para a final
- R – Reserva

### Final

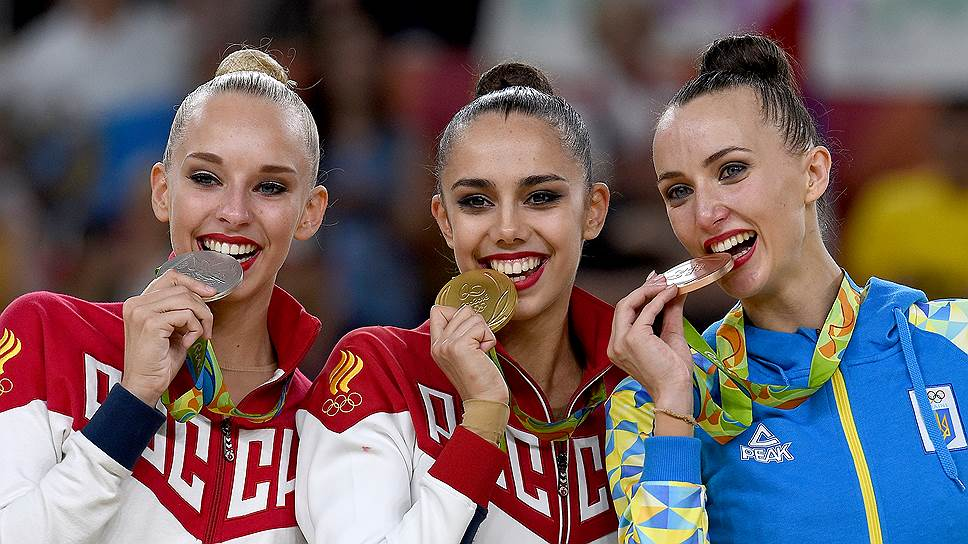
Yana Kudryavtseva, Margarita Mamun e Ganna Rizatdinova, medalhistas no individual geral.

| Pos.              | Ginasta                 |        |        |        |        | Total  |
| ----------------- | ----------------------- | ------ | ------ | ------ | ------ | ------ |
| Medalha de ouro   | RUS Margarita Mamun     | 19.050 | 19.150 | 19.050 | 19.233 | 76.483 |
| Medalha de prata  | RUS Yana Kudryavtseva   | 19.225 | 19.250 | 17.883 | 19.250 | 75.608 |
| Medalha de bronze | UKR Ganna Rizatdinova   | 18.200 | 18.450 | 18.450 | 18.483 | 73.583 |
| 4                 | KOR Son Yeon-jae        | 18.216 | 18.266 | 18.300 | 18.116 | 72.898 |
| 5                 | BLR Melitina Staniouta  | 18.200 | 18.250 | 16.633 | 18.050 | 71.133 |
| 6                 | BLR Katsiaryna Halkina  | 17.966 | 17.966 | 17.650 | 17.350 | 70.932 |
| 7                 | BUL Neviana Vladinova   | 17.883 | 17.750 | 18.050 | 17.050 | 70.733 |
| 8                 | ESP Carolina Rodríguez  | 17.616 | 17.683 | 17.700 | 16.950 | 69.949 |
| 9                 | AZE Marina Durunda      | 16.950 | 17.541 | 17.716 | 17.541 | 69.748 |
| 10                | FRA Kseniya Moustafaeva | 17.700 | 16.883 | 16.916 | 16.741 | 68.240 |